# Giuseppe Galardi
Giuseppe Galardi detto Pelliccino ed anche Pelliccia, Pulcino e Pidocchio (Siena, 17 aprile 1672 – Siena, 21 novembre 1711) è stato un fantino italiano.
Su Pelliccino, come per altri fantini vissuti tra il XVII e il XVIII secolo, vi è sempre stata molta incertezza riguardo alla biografia ed alla carriera in piazza del Campo.
Alcune ricerche dello storico del Palio Orlando Papei hanno finalmente permesso di stabilire che l'identità di Pelliccino è quella di Giuseppe Galardi e non, come sostenuto fino ad oggi, quella di Eligio Volpi (un personaggio della cui esistenza in vita non esiste alcun riscontro).
È infatti stato accertato che nella filza dei matrimoni 6051 dell'Archivio Arcivescovile di Siena, in data 21 maggio 1700 si trova una pratica che riguarda «Sanctes Quandam Andrea quondam Francesco de Laureto», ed in cui compare in qualità di testimone proprio Galardi. Si legge infatti: «Giuseppe del fu Michele Galardi, son nativo di Siena, fo il vetturino, e per soprannome chiamato Pelliccino, habito sotto la Cura di S. Pietro a Ovile, ed ho anni 26».
La prova inoppugnabile del binomio Pelliccino/Galardi deriva inoltre dall'atto di morte, che avvenne il 21 novembre 1711:  il parroco di San Donato, con prassi inconsueta, trascrisse infatti pure il soprannome.

## Presenze al Palio di Siena
Di seguito l'elenco delle partecipazioni di Pelliccino al Palio di Siena; l'elenco è aggiornato dopo le ricerche compiute dallo storico Orlando Papei.
| Palio          | Contrada     | Cavallo                         | Note |
| -------------- | ------------ | ------------------------------- | ---- |
| 2 luglio 1686  | Giraffa      | ?                               |      |
| 16 agosto 1689 | Giraffa      | ?                               |      |
| 2 luglio 1691  | Pantera      | ?                               |      |
| 2 luglio 1693  | Oca          | Baiettino                       |      |
| 2 luglio 1695  | Chiocciola   | Baiettino della Posta di Siena  |      |
| 2 luglio 1696  | Lupa         | Il Pecoraio                     |      |
| 2 luglio 1698  | Selva        | Barberino                       |      |
| 2 luglio 1700  | Pantera      | Rogantino                       |      |
| 2 luglio 1701  | Oca          | Cervio                          |      |
| 2 luglio 1702  | Pantera      | Baio di G.B. Ariosti            |      |
| 2 luglio 1703  | Onda         | Leprino di Buonconvento         |      |
| 2 luglio 1706  | Valdimontone | Capitanello                     |      |
| 2 luglio 1711  | Bruco        | Baio del fornaio di Pantaneto   |      |
| 16 agosto 1711 | Selva        | Grigio dell'osteria dell'Angelo |      |